# 渋谷シュウ
渋谷 シュウ（しぶたに しゅう、本名；渋谷 佳奈〈しぶたに かな〉、1979年10月9日 - ）は、日本の元女子プロレスラー。三重県四日市市出身。

## 所属
- JDスター女子プロレス（2003年 - 2007年）
- フリーランス（2007年 - 2008年）
- プロレスリングWAVE（2009年 - 2015年）

## 経歴・戦歴
プロレスラーを目指し、AtoZに履歴書を送るが、書類選考で落とされた（このエピソードは2013年2月6日のWAVE新木場大会にてGAMIによって暴露されている）。
2003年
- 10月、JDスター女子プロレスに入門。

2004年
- 9月19日、新木場1stRING大会において、対AKINO戦でデビュー。

2007年
- 7月16日にJDスターが活動を停止。同団体の最終所属選手の中でただ一人、どこにも属さずフリーランスとして活動していた。
- 8月26日、プロレスリングWAVE旗揚げ戦にフリーとして参戦。KAORUとシングルマッチ。敗れる。

2009年
- 1月1日付でWAVE所属となった。
- 1月4日、東京・新宿FACEにて、WAVE所属となって初の試合（8人タッグ）で栗原あゆみから勝利を挙げる。
- 9月21日、東京・板橋区立グリーンホールYOUNG OH!OH!シングルワンデイトーナメント優勝。

2010年
- 前十字靭帯完全断裂及び半月板の亀裂により8月から約一年間の長期欠場に入る。

2011年
- 8月28日、後楽園ホールのメインでデビュー戦の相手でもあるAKINO戦で復帰を果たす。
- 12月11日、東京・新木場1stRINGにて、桜花由美相手に復帰後初勝利をあげる。

2012年
- 3月6日、トリプルテイルズ.Sのメンバーに、渋谷シュウ、栗原あゆみ、飯田美花を加えた新しいユニット名が黒のブラックダリアに対抗した、白のホワイトテイルズに決まる。（他の候補はシブフラワー、SとM、ホワイトニングテイルズ）
- 4月15日、オーストラリア記念館にて、凱旋興行を果たし、植松寿絵相手に勝利。
- 4月30日、後楽園ホール「VIRGIN SHOCK～catch the WAVE2012開幕戦～」での植松寿絵引退試合に於いて対戦相手を務める。（植松寿絵＆輝優優対渋谷シュウ＆春日萌花）
- 7月22日、新宿クレイジーナイト&新宿プロレスの覆面MANIA提供試合で、マスクド渋として出場。
- 8月7日、8月8日、解散をかけたブラックダリアとの観客動員数対決で見事勝利を収める。（7日がブラック大会、8日がホワイト大会）
- 8月26日、新木場1stRING、プロレスリングWAVE5周年記念ファン感謝祭 【Let's Go CRAZY】のミニ大会『チャントシテ』で自身初のプロデュース興行を行う。

内容はリアルマッスルWAVE（対山縣優）、洋服早畳みマッチ（対栗原あゆみ）など。
- 9月1日、復帰後初の他団体としてアイスリボン道場マッチに参戦（同団体への参戦は2008年以来4年ぶり）。
- 12月16日、運・人気・実力の3部門で競うWAVE第一回総選挙「ZAN1」において、総合4位に輝く。

2013年
- 8月25日、新木場大会でWAVE認定タッグ選手権試合（対GAMI&中川ともか)に勝利し、第8代WAVE認定タッグ王者になる。（パートナーはチェリー）
- 11月29日、閉鎖が決定したオーストラリア記念館における最後のプロレス興行となった大日本プロレスにて水波綾に勝利。

2014年
- 3月30日、アイスリボン後楽園大会でトライアングルリボン王座奪取。
- 9月11日、4団体合同興行「M.I.O.（ミッション・イン・オーダテ）」で有刺鉄線デスマッチに初挑戦。
- 12月14日、新木場大会で来年5月3日に引退をすることを発表。引退理由はカラダの治りが遅くなったことだと言う。

2015年
- 5月3日、後楽園大会にて引退試合。チェリーとのクラシックギャルズとして桜花由美&AKINO組と対戦、AKINOをタイムマシンにのってで仕留め有終の美を飾った[3]。

2024年
- 7月8日、新宿FACEで行われたチェリー20周年記念興行「あなたのおかげ」のスペシャルゲストとして、この日限定で現役に復帰して時間差バトルロイヤルに出場。優勝することはできなかったが、入場順は最初でありながら最後まで残る活躍を見せた[4]。

## 主なタッグパートナーとチーム名
- クラシックギャルズ（パートナーはチェリー）
  - DUAL SHOCK WAVE 2011 ～初代WAVEタッグチーム決定トーナメント～の出場の際に結成。
  - タッグトーナメントの成績は1回戦敗退。
- 奇跡の隣人 （パートナーは朱里）
  - DUAL SHOCK WAVE 2012 タッグリーグの出場の際に結成。
  - 2012年8月26日の新木場大会の試合後、各選手がタッグリーグのパートナーを決めて行くなか渋谷は相手が見つからなかったが、同じくパートナーが見つからなかった朱里が隣にいたことにより結成された[5]。
  - タッグリーグの成績は準優勝。

## エピソード
- リングネームは出生の際に「男ならシュウ、女ならカナ」だったということから[6]。
- 2013年9月18日、あゆみの家（栗原あゆみの実家の地下にあるカラオケスナック）にてイベントを開くも3名しか来ず、風間ルミ店長に対する申し訳ない気持ちからアドレナリンが大量に放出されたせいか風邪が治った。[7]
- 2013年9月19日、DDTプロレスアワーに出演。9周年をニコ生で祝った。[7]
- 2014年1月22日、コミカル&セクシー_プロレスリングWAVEにて二上美紀子社長から、危険なのでペディグリーとトペスイシーダを禁止されたことが公表される。
- ハンコを高速で押すことが有名で引退興行のDVDの特典映像でもその腕前が披露された。

## 得意技
タイムマシンにのって
ラ・マヒストラルと同様の入りで回転し、十字架固めに捕らえ、片足で相手の足をクラッチする。主なフィニッシュ・ホールド。
トゥービーコンティニュード
四つん這いの相手の片腕に自分の片足を引っ掛けたのち相手に後ろ向きに跨がり、相手の腹部をクラッチしたまま自分の頭を相手の股に潜らせるように回転し丸め込む。導入部が「タイムマシンにのって」と同じなので、相手に2択を仕掛ける事ができる。
ダイビング・セントーン
ノーザンライト・スープレックス
リバース109
クロスアーム逆落とし。
コンプリート・ショット
自分の腕を相手の首に引っ掛け、河津掛けの要領で後ろに倒れこみ、相手の顔面をリングに叩きつける。
スイングDDT
ウラカン・ラナ
ミサイルキック

## タイトル歴
- TWF世界タッグ王座
- WAVE認定タッグ王座
- トライアングルリボン王座

## 入場テーマ曲
- 「Temple Of Love」（SHEBANG）

## 写真集
- 「Nature」（日本スポーツ出版社）